# 엽기적인 그녀 (2017년 드라마)
《엽기적인 그녀》는 2017년 5월 29일부터 2017년 7월 18일까지 SBS TV에서 방송된 월화 드라마이다.
동명의 국내 제작 영화인 '엽기적인 그녀' 와는 전혀 다른 작품이다.

## 기획 의도
까칠한 도성 남자의 대표주자 견우와 조선의 문제적 그녀가 펼치는 예측 불허 로맨스 드라마

## 등장 인물

### 주요 인물
- 주원 : 견우 역 (아역 : 전진서)
- 오연서 : 혜명 공주 역 (아역 : 권수정)
- 이정신 : 강준영 역
- 김윤혜 : 정다연 역

### 궁궐 사람들
- 손창민 : 휘종 역
- 윤세아 : 중전 박씨 역
- 윤소정 : 자혜대비 역
- 최로운 : 원자 역
- 류담 : 영신 역
- 태미 : 별이 역
- 이경화 : 폐비 한씨 역
- 홍예서 : 방상궁 역

### 견우 가족들
- 조희봉 : 견필형 역
- 장영남 : 허씨 역
- 정다빈 : 견희 역

### 정치적 인물들
- 정웅인 : 정기준 역
- 오희중 : 민유환 역
- 김병옥 : 박순재 역
- 강신효 : 월명 역
- 박근수 : 이판 역
- 김영석 : 호판 역

### 그 외 인물
- 심형탁 : 이춘풍 / 은성대군 역
- 곽희성 : 박창휘 역
- 이시언 : 방세호 역
- 설정환 : 맹광수 역
- 박영수 : 황가 역
- 서은아 : 말금 역
- 한지우 : 부용 역
- 김양우 : 도치 역
- 정다솔 : 소용 역
- 나혜미 : 보영 역
- 노수산나 : 선경 역
- 손지윤 : 윤지 역
- 고민시 : 선경 역
- 이시강 : 상수 역
- 깅영준 : 휘종 역
- 손조군 : 청나라 황자 다르한(達爾汗) 역
- 이제연 : 영철 역
- 김종호 : 포교부장 역
- 왕시명
- 박상남

### 특별출연
- 김민준 : 추성대군 역
- 조재룡 : 백정 역
- 박진주

## 시청률
최저 시청률과 최고 시청률은 시청률 조사회사와 지역별로 시청률에 차이가 있을 수 있습니다.
| 2017년      | 2017년      | 2017년         | 2017년       | 2017년         | 2017년       |
| 회차        | 방송일      | TNmS 시청률    | TNmS 시청률  | AGB 시청률     | AGB 시청률   |
| 회차        | 방송일      | 대한민국(전국) | 서울(수도권) | 대한민국(전국) | 서울(수도권) |
| ----------- | ----------- | -------------- | ------------ | -------------- | ------------ |
| 제1회       | 5월 29일    | 8.3%           | 9.9%         | 8.5%           | 8.9%         |
| 제2회       | 5월 29일    | 9.3%           | 11.3%        | 9.3%           | 10.0%        |
| 제3회       | 5월 30일    | 6.5%           | 6.8%         | 7.4%           | 7.7%         |
| 제4회       | 5월 30일    | 8.1%           | 9.5%         | 9.3%           | 9.3%         |
| 제5회       | 6월 5일     | 7.4%           | 8.3%         | 7.2%           | 7.9%         |
| 제6회       | 6월 5일     | 7.7%           | 8.5%         | 8.2%           | 8.9%         |
| 제7회       | 6월 6일     | 7.1%           | 8.0%         | 8.1%           | 8.6%         |
| 제8회       | 6월 6일     | 8.2%           | 8.8%         | 9.3%           | 9.7%         |
| 제9회       | 6월 12일    | 7.1%           | 7.9%         | 7.9%           | 8.1%         |
| 제10회      | 6월 12일    | 8.1%           | 9.1%         | 9.0%           | 9.2%         |
| 제11회      | 6월 13일    | 7.4%           | 7.7%         | 8.5%           | 9.3%         |
| 제12회      | 6월 13일    | 9.0%           | 9.4%         | 10.5%          | 11.8%        |
| 제13회      | 6월 19일    | 7.5%           | 8.1%         | 8.1%           | 8.7%         |
| 제14회      | 6월 19일    | 7.8%           | 8.1%         | 9.3%           | 9.5%         |
| 제15회      | 6월 20일    | 5.5%           | 6.4%         | 8.3%           | 9.2%         |
| 제16회      | 6월 20일    | 6.6%           | 7.4%         | 10.3%          | 11.2%        |
| 제17회      | 6월 26일    | 7.2%           | 7.9%         | 8.2%           | 8.2%         |
| 제18회      | 6월 26일    | 7.8%           | 8.6%         | 9.4%           | 9.1%         |
| 제19회      | 6월 27일    | 6.8%           | 7.5%         | 8.2%           | 8.4%         |
| 제20회      | 6월 27일    | 7.9%           | 8.7%         | 9.6%           | 9.9%         |
| 제21회      | 7월 3일     | 7.4%           | 7.9%         | 8.5%           | 9.2%         |
| 제22회      | 7월 3일     | 7.8%           | 8.4%         | 8.8%           | 9.3%         |
| 제23회      | 7월 4일     | 6.9%           | 7.5%         | 8.3%           | 8.4%         |
| 제24회      | 7월 4일     | 7.9%           | 8.5%         | 9.7%           | 9.9%         |
| 제25회      | 7월 10일    | 7.7%           | 8.4%         | 7.6%           | 7.6%         |
| 제26회      | 7월 10일    | 8.0%           | 8.6%         | 8.6%           | 8.5%         |
| 제27회      | 7월 11일    | 6.7%           | 6.8%         | 7.7%           | 7.7%         |
| 제28회      | 7월 11일    | 7.4%           | 7.6%         | 8.7%           | 8.5%         |
| 제29회      | 7월 17일    | 7.3%           | 8.5%         | 8.9%           | 9.6%         |
| 제30회      | 7월 17일    | 8.0%           | 9.3%         | 10.2%          | 10.8%        |
| 제31회      | 7월 18일    | 9.2%           | 11.2%        | 9.6%           | 10.4%        |
| 제32회      | 7월 18일    | 10.4%          | 12.3%        | 11.4%          | 12.0%        |
| 평균 시청률 | 평균 시청률 | 7.7%           | 8.5%         | 8.8%           | 9.2%         |

## 동시간대 드라마
- KBS 월화드라마
  - 《쌈 마이웨이》 : 2017년 5월 22일 ~ 2017년 7월 11일
  - 《학교 2017》 : 2017년 7월 17일 ~ 2017년 9월 5일

- MBC 월화드라마
  - 《파수꾼》 : 2017년 5월 22일 ~ 2017년 7월 11일
  - 《왕은 사랑한다》 : 2017년 7월 17일 ~ 2017년 9월 19일